# Violín tenor

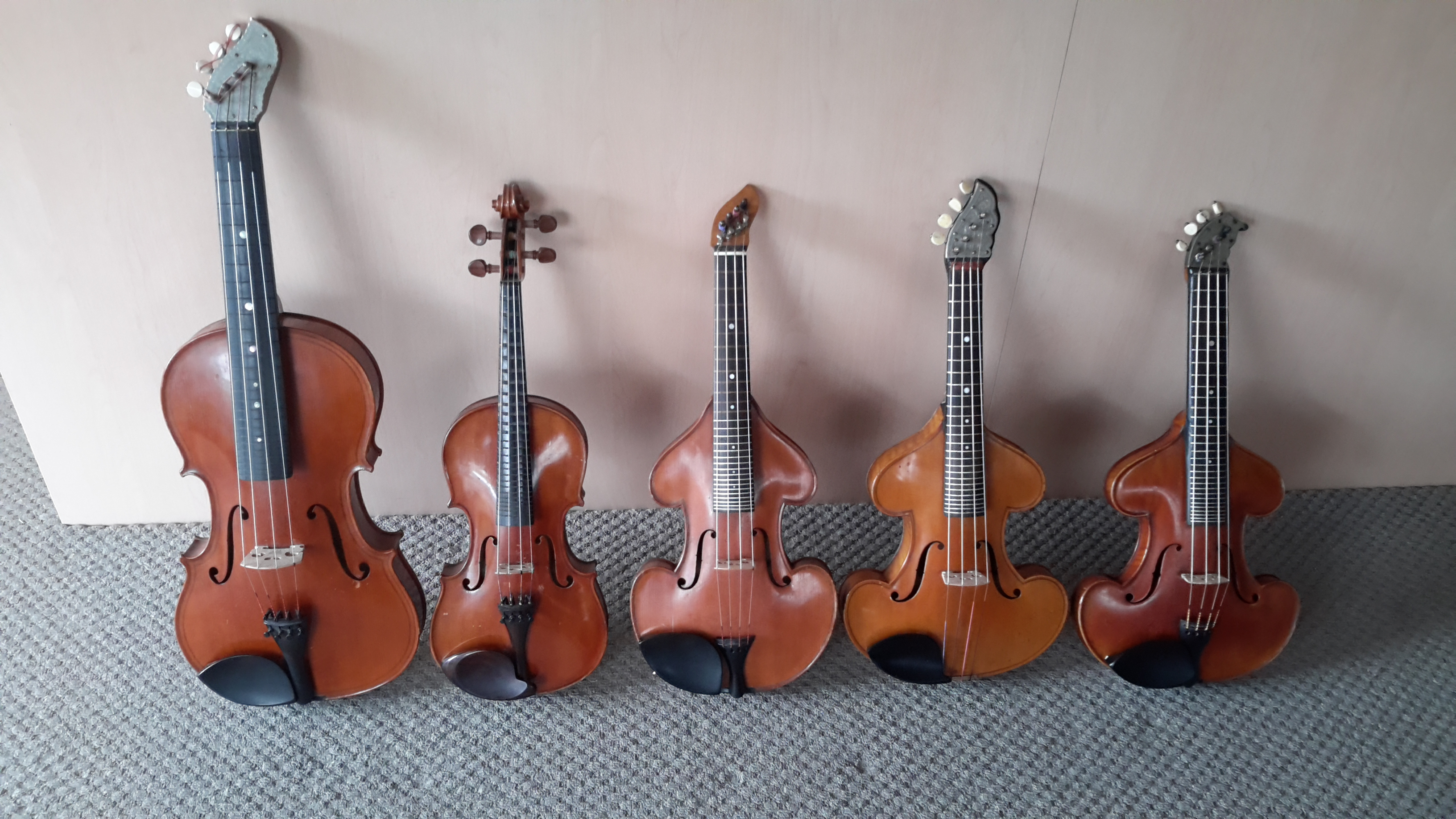
Distintos tipos de violines tenor.

El violín tenor es un instrumento de cuerda frotada de tesitura intermedia entre la viola y el violonchelo usado especialmente durante el Barroco.

## Descripción
Se afina por quintas, una octava —sol2, re3, la3 y mi4— o una novena —fa2, do3, sol3 y re4— por debajo del violín. De esta manera cubre la tesitura entre la viola y el violonchelo y es similar al tenor humano. Nicholas Bessaraboff indicó en 1941 que la longitud ideal de la caja es de 52 cm y se toca en la misma posición y digitación que el violonchelo, aunque Ephraim Segerman considera que podría haberse tocado también de pie fuera del ámbito doméstico debido al decoro exigido a los músicos.

## Historia
Según Agnes Kory, debido a la terminología ambigua de las partituras del Barroco, es posible que el violín se usara bajo otros nombres en partituras conocidas como la ópera Orfeo de Monteverdi, óperas de Alessandro Scarlatti y obras para el instrumento solo de Scarlatti, Benedetto Marcello, Antonio Caldara y otros compositores. También podría haberse usado para tocar partituras para la viola da gamba debido a su tesitura similar.
Por otra parte, Segerman indica que es inapropiado usar el nombre de violín tenor para un instrumento con una terminología tan variada y que «violín bajo» ha sido más usado a lo largo de la historia.
Se ha usado de manera esporádica durante el siglo xx.